# РК Слога Пожега
Рукометни клуб Слога је српски рукометни клуб из Пожеге. Тренутно се такмичи у Супер рукометној лиги Србије.

## Историја
Клуб је основан 1960. године. У сезони 2013/14. освојио је прво место у регионалној групи „Запад“ Прве лиге Србије и тако обезбедио пласман у Супер Б рукометну лигу Србије. Сезону 2014/15. у Супер Б лиги завршио је на првом месту, а овај резултат донео му је пласман у највиши ранг, Супер рукометну лигу Србије.